# St. Louis Bombers
Els St. Louis Bombers fou un equip de la Basketball Association of America (que després es va transformar en l'NBA, del que ja no és equip) amb seu a Saint Louis, Missouri. Només van ser equip de la BAA i la NBA 4 anys, dels equips que es van retirar més ràpid.

## Trajectòria
Nota: G: Partits guanyats P:Partits perduts %:porcentatge de victòries
| Temporada               | G                       | P                       | %                       | Play-offs               | Resultats               |
| St. Louis Bombers (BAA) | St. Louis Bombers (BAA) | St. Louis Bombers (BAA) | St. Louis Bombers (BAA) | St. Louis Bombers (BAA) | St. Louis Bombers (BAA) |
| ----------------------- | ----------------------- | ----------------------- | ----------------------- | ----------------------- | ----------------------- |
| 1946-47                 | 38                      | 23                      | 0.623                   | 1-2                     | Perd en quarts de final |
| 1947-48                 | 29                      | 19                      | 0.604                   | 3-4                     | Perd a semifinals       |
| 1948-49                 | 29                      | 31                      | 0.483                   | 0-2                     | Perd a semifinals       |
| St. Louis Bombers (NBA) |                         |                         |                         |                         |                         |
| 1949-50                 | 26                      | 42                      | 0.382                   |                         |                         |